# العش الهادئ (فلم)
العش الهادئ فيلم من فئة الميلودراما مصري، أنتج عام 1976 وصدر تحديدا في 18 أكتوبر وهو من إخراج عاطف سالم، وقصة توفيق الحكيم.

## الممثلون
- برلنتي عبد الحميد بدور (سامية)
- محمود ياسين بدور (مراد)
- سمير غانم بدور (جلال)
- توفيق الدقن بدور (صبحي بيه)
- نبيلة السيد بدور (زينات)
- سهير الباروني بدور (ميمى)
- إبراهيم سعفان
- علي الشريف
- فاتن أنور	بدور (درية)
- محمد رضا	بدور (المعلم)
- نجوى فؤاد بدور (راقصة)

## طاقم العمل
- قصة: توفيق الحكيم
- إخراج:	عاطف سالم
- مساعد مخرج: عبد العزيز جاد
- مساعد مخرج ثان: محمود السيسى
- سيناريو وحوار:	مصطفى محرم

## ملخص الفيلم
مراد كاتب سينمائي أهم ما يميزه التزامة، كما أنه يرفض إن يكتب أي أفكار هابطة رغم حاجته إلى المال. يذهب إلى شاطئ البحر كى يستكمل أحداث روايته، لكنه يقع في حب المدرسة سامية بعد أن حاول إنقاذها فاكتشف انها سباحة وهو الذي يغرق في شبر ميه، يتفاهمان ويتزوجان، مع مرور الأيام يتبدد الحلم الجميل في عش هادئ، ويدخل في رواية الحياة، يزداد انشغاله لمواجهة أعباء الحياة، يرزقان بطفل وتحاول إقناعه بالامتثال لرغبات المنتج والرضوخ له حتى يستطيع أن يسد احتياجات البيت، لتبدأ المشاجرات وتترك المنزل كى تقيم لدى عمها، يتعرف مراد بفيفى التي تحاول أن تقنعه أن كل زوجة تخون زوجها عند تسنح الفرصة، يتشكك في زوجته لحظة، لكنه عندما يعود إلى منزله يجدها في انتظاره ليستأنفا حياتهما معًا.